# 三一教堂 (盧森堡市)

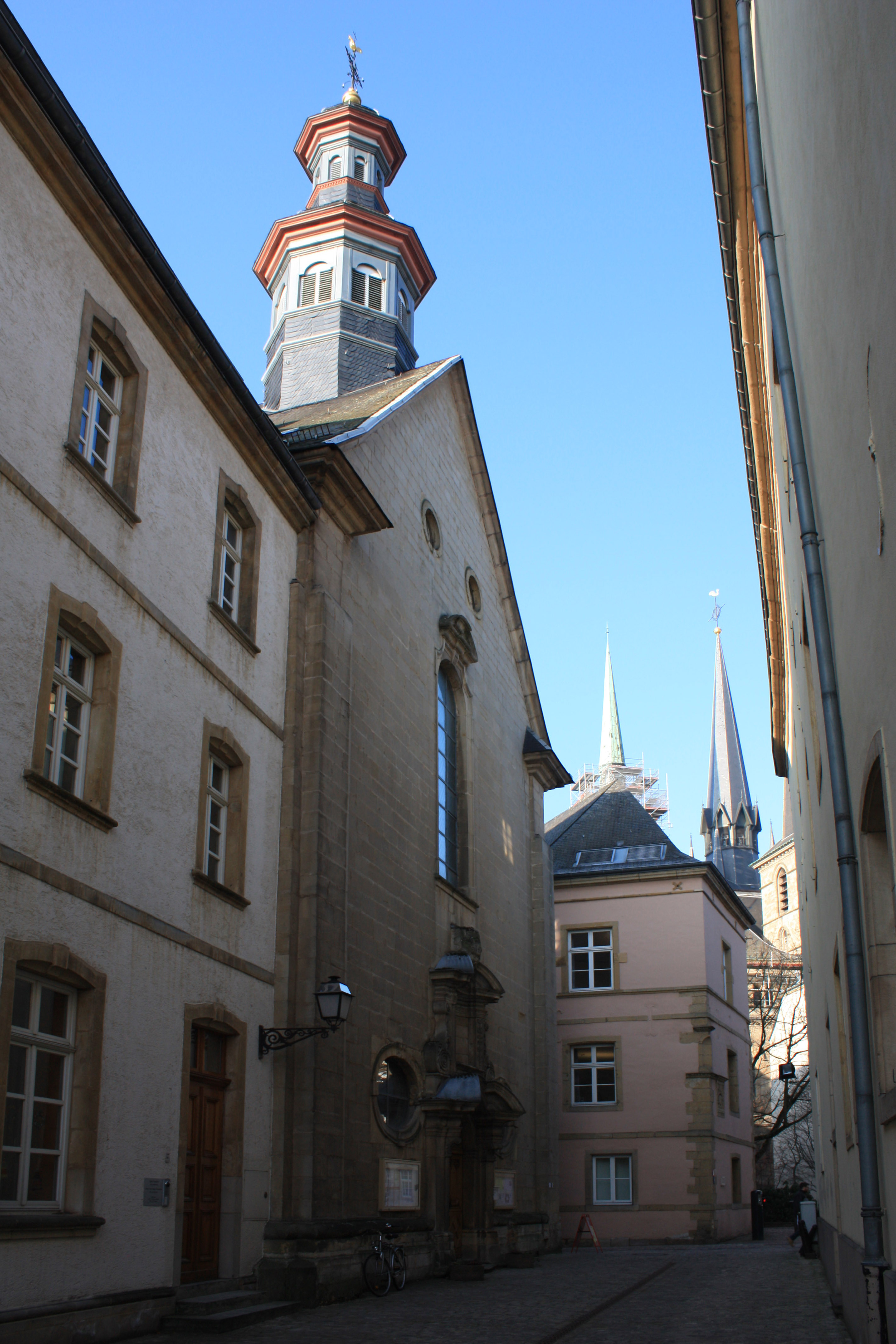
三一教堂

三一教堂，又稱新教教堂，是一座位於盧森堡首都盧森堡市的教堂。自1817年開始，該教堂開始被用作新教教堂。在法國大革命期間，該教堂曾被用作飼料店和戲院。

## 外部連結
- Protestantische Kirche von Luxemburg: Geschiche (History of the Protestant Church in Luxembourg)

49°36′33″N 06°07′56″E / 49.60917°N 6.13222°E